# اچ‌ام‌اس بئاتریس (۱۸۶۰)
اچ‌ام‌اس بئاتریس (۱۸۶۰) (به انگلیسی: HMS Beatrice (1860)) یک کشتی است که طول آن ۹۵ فوت (۲۹ متر) می‌باشد. این کشتی در سال ۱۸۶۰ ساخته شد.